# Religião na Escócia

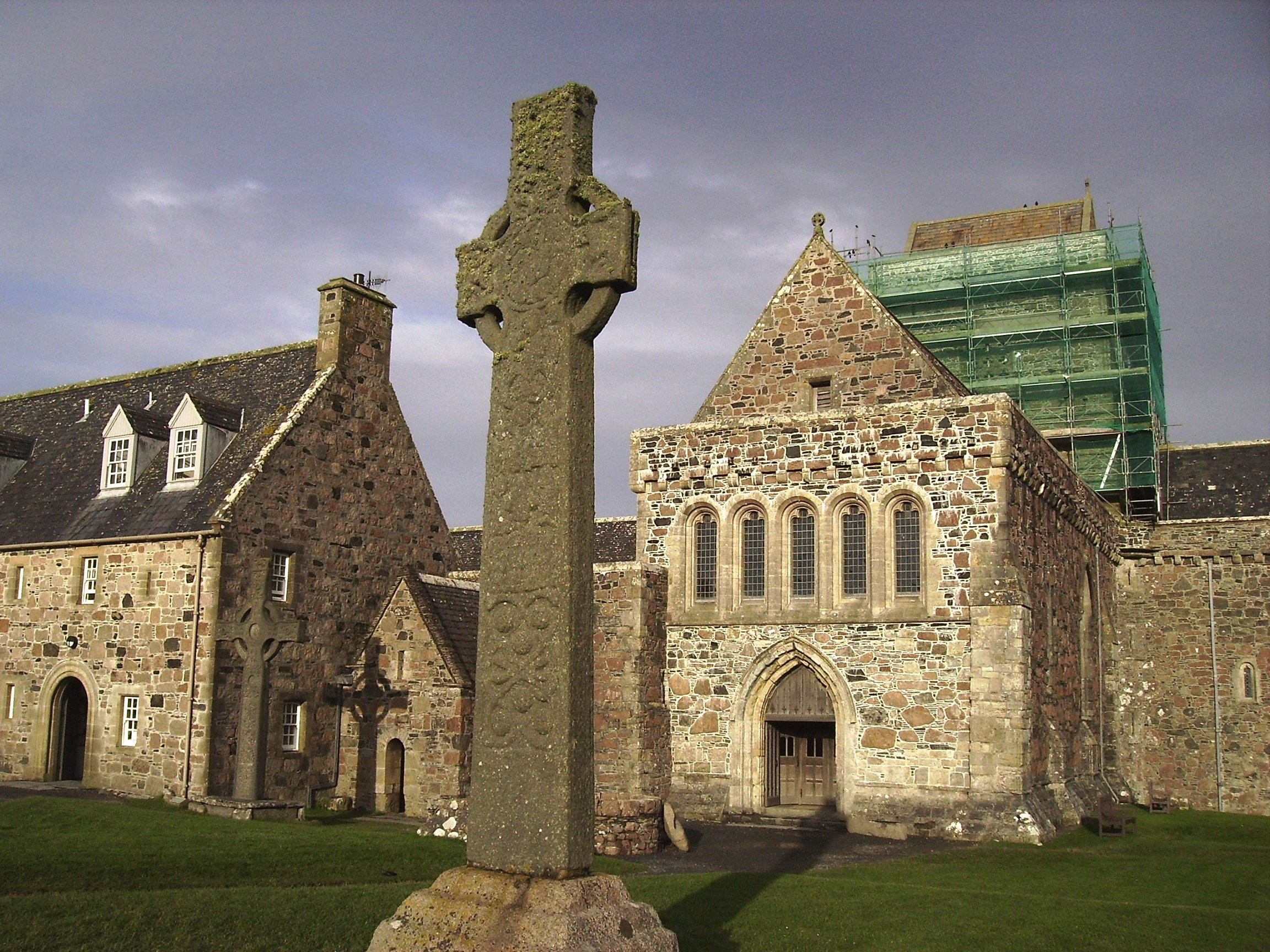
A Cruz de São Martinho, datada do século IX, localiza-se em frente à Abadia de Iona, um dos centros religiosos mais importantes da Escócia.

No censo de 2022, a maioria da população da Escócia declarou não ter uma crença ou religião, representando 51,1% da população. Essa proporção representou um aumento significativo em relação aos 36,7% registrados em 2011. Entre os 38,8% que se identificaram como cristãos, os presbiterianos, membros da Igreja da Escócia, foram a maioria (52,5% dos cristãos, equivalente a 20,4% da população total) seguidos pelos  católicos (34,3% dos cristãos, correspondendo a 13,3% da população total). As únicas outras crenças religiosas com mais de 1% de adesão foram "Outro cristão", com 5,1%, e muçulmana, com 2,2% da população total.
A Igreja da Escócia, uma denominação presbiteriana popularmente conhecida como The Kirk, é reconhecida por lei como a igreja nacional do país. Apesar disso, não é uma religião estatal e mantém sua independência do estado em relação à doutrinas e condutas internas. A Igreja Católica Romana possui um número significativo de fiéis no centro-oeste da Escócia e em partes das Terras Altas. Já a terceira maior denominação cristã do país é a Igreja Episcopal Escocesa.
Além dessas, existem várias igrejas presbiterianas menores, todas derivadas de cismas com a Igreja da Escócia ou com outras denominações que delas se separaram. Segundo a Pesquisa de Domicílios Escoceses de 2019, 56% dos adultos relataram não pertencer a nenhuma religião. Essa tendência de declínio da religiosidade acompanhou uma queda acentuada na proporção de pessoas que se identificam com a Igreja da Escócia, que passou de 34% em 2009 para 20% em 2019.
Outras religiões também estabeleceram presença na Escócia, principalmente devido à imigração e às maiores taxas de natalidade entre minorias étnicas. No censo de 2022, as religiões com maior número de adeptos foram: islamismo (2,2%, um aumento em relação aos 1,4% registrados em 2011), hinduísmo (0,6%), budismo (0,3%) e siquismo (0,2%). Entre as religiões minoritárias destacam-se o paganismo moderno e a fé bahá'í. Além disso, diversas organizações promovem ativamente o humanismo e o secularismo no país. Desde 2016, os humanistas têm conduzido mais cerimônias de casamento na Escócia anualmente do que a Igreja Católica Romana, a Igreja da Escócia ou qualquer outra religião. Em 2022, o número de casamentos humanistas superou todas as outras cerimônias religiosas combinadas.

## História
O cristianismo foi provavelmente introduzido no que hoje corresponde ao sul da Escócia durante a ocupação romana da Grã-Bretanha. A partir do século V, sua disseminação foi impulsionada principalmente por missionários vindos da Irlanda, como São Niniano, São Mungo e São Columba. O cristianismo desenvolvido na Irlanda e na Escócia apresentava diferenças em relação à tradição liderada por Roma, especialmente no método de cálculo da Páscoa e na forma de tonsura, até que a Igreja Celta adotou as práticas romanas em meados do século VII.
A religiosidade escocesa da época foi fortemente marcada pelo monasticismo, em que muitas vezes os abades desempenhavam um papel mais significativo do que os bispos. Durante o período normando, uma série de reformas trouxe maior clareza à estrutura paroquial, baseada em igrejas locais, e um grande número de organizações monásticas de inspiração continental começou a predominar. A Igreja Escocesa também estabeleceu sua independência em relação à Inglaterra, desenvolvendo uma estrutura diocesana clara e tornando-se uma "filha especial da Sé de Roma". Entretanto, continuava sem uma liderança local plena, como a figura de arcebispos.
No final da Idade Média, a Coroa escocesa conseguiu exercer maior influência sobre as nomeações de altos cargos e, até o final do século XV, foram estabelecidos dois arcebispados. Apesar do declínio na vida monástica tradicional, as ordens mendicantes, como os frades, prosperaram, especialmente nos burgos em expansão. Além disso, novos santos e cultos de devoção proliferaram durante o período.
Embora a Igreja Escocesa enfrentasse desafios relacionados à qualidade e ao número de clérigos após a Peste Negra no século XIV, bem como indícios de heresia no século XV, ela permaneceu estável até o final da Idade Média.

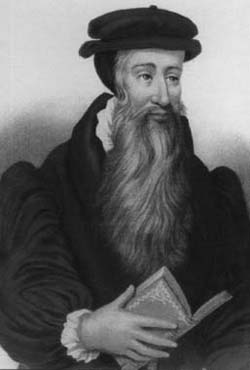
John Knox, foi o principal líder da reforma escocesa.

Durante o século XVI, a reforma protestante chegou à Escócia,  resultando na criação de uma igreja nacional predominantemente calvinista, com uma forte orientação presbiteriana. Em 1560, o Parlamento adotou uma confissão de fé que rejeitava a jurisdição papal e a missa. Embora tenha enfrentado dificuldades para se estabelecer nas Terras Altas e Ilhas, a igreja iniciou um processo gradual de conversão e consolidação que, comparado a outras reformas na Europa, foi marcado por relativamente pouco conflito. Jaime VI da Escócia era protestante e adepto do calvinismo, mas também favorecia o governo episcopal, com bispos liderando à Igreja. Já Carlos I da Inglaterra introduziu reformas litúrgicas consideradas por muitos como um retorno à prática papal, provocando as Guerras dos Bispos (1639–1640). Esses conflitos resultaram em na independência religiosa para a Escócia e no estabelecimento de um sistema completamente presbiteriano sob o domínio dos Covenanters. Com a Restauração da Monarquia em 1660, a Escócia recuperou sua igreja nacional, entretanto, governada por bispos. No entanto, no sudoeste do país, muitas pessoas passaram a frequentar os conventículos — reuniões religiosas irregulares realizadas ao ar livre. A repressão dessas assembleias na década de 1680 ficou conhecida como "O Tempo da Morte". Após a Revolução Gloriosa de 1688, o presbiterianismo foi restaurado como sistema oficial da Igreja Escocesa.
A Igreja da Escócia começou a se fragmentar no final do século XVIII devido a questões de governo e patrocício, refletindo também uma divisão mais ampla que existia entre os evangélicos e o Partido Moderado. Em 1733, a Primeira Secessão resultou na criação de várias igrejas secessionistas, enquanto a Segunda Secessão, em 1761, levou à fundação daIgreja Relief. Essas novas igrejas ganharam força durante o Reavivamento Evangélico no final do século XVIII. Nas Terras Altas e Ilhas, a influência da igreja nacional permaneceu limitada. Os esforços da Igreja da Escócia foram complementados pelo trabalho de missionários da Sociedade na Escócia para Propagação do Conhecimento Cristão (SSPCK).O episcopalismo manteve seguidores, mas devido a sua associação com o jacobistimo, viu seu número de adeptos diminuir. No século XIX, o "Conflito dos Dez Anos" (1834–1843) culminou na Grande Ruptura de 1843, liderada pelo Dr. Thomas Chalmers. Esse cisma resultou na formação da Igreja Livre da Escócia, com cerca de um terço do clero — principalmente do Norte e das Terras Altas — aderindo à nova denominação. A Igreja Livre cresceu rapidamente nestas regiões. Já no final do século XIX, debates intensos entre calvinistas fundamentalistas e teólogos liberais provocaram mais uma divisão. Em 1893, os calvinistas rígidos se separaram para formar a Igreja Presbiteriana Livre.

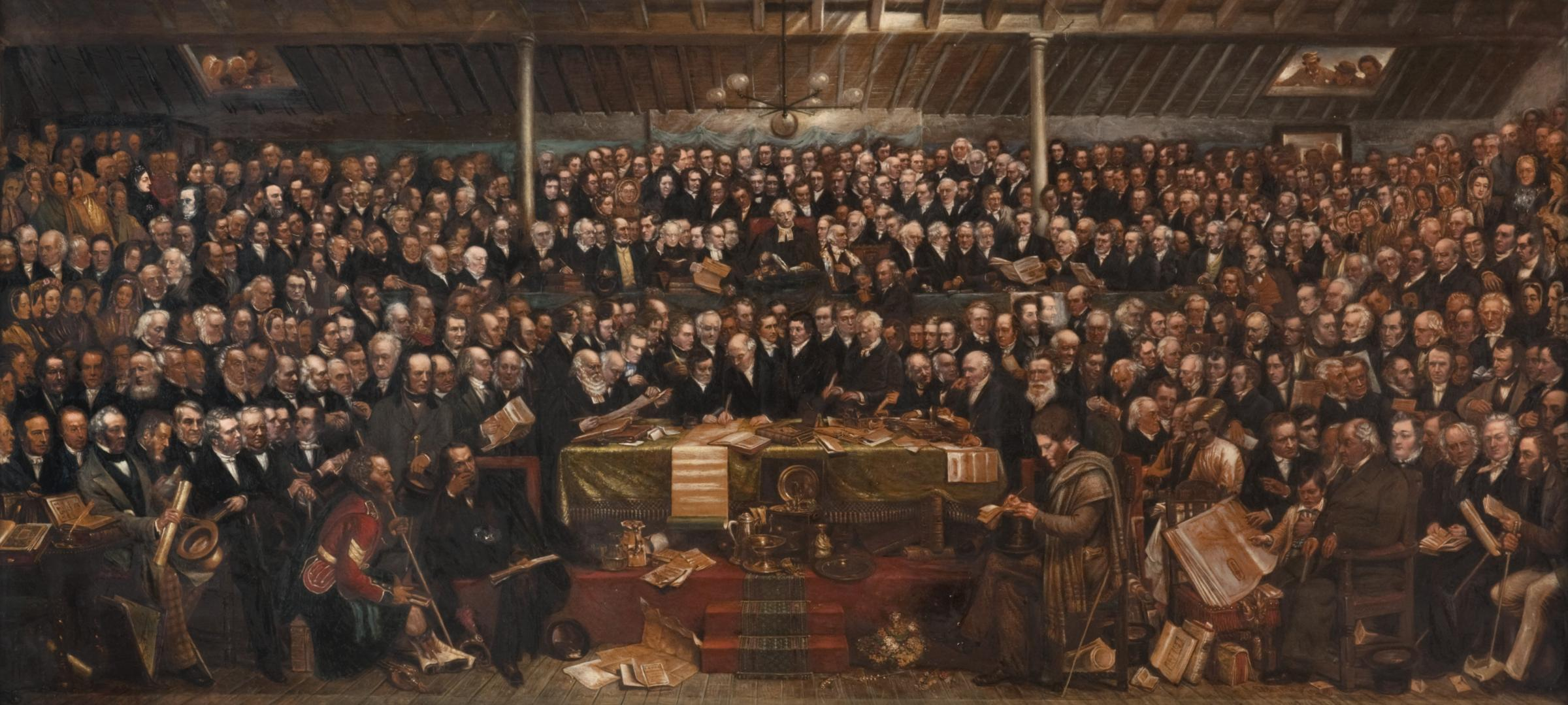
A Assembleia da Disrupção, quadro pintado por David Octavius Hill.

A partir deste ponto, começaram os movimentos em direção à reunificação, culminando na adesão da maioria da Igreja Livre à Igreja da Escócia em 1929. Contudo, os cismas deixaram pequenas denominações, como os Presbiterianos Livres e um grupo remanescente que não havia se fundido em 1900 para formar a Igreja Livre. A Emancipação Católica, em 1829, e o grande influxo de imigrantes irlandeses levaram à expansão do Catolicismo, que resultou na restauração da hierarquia da Igreja em 1878. No mesmo período, o Episcopalismo também passou por um renascimento; em 1804, a Igreja Episcopal na Escócia foi organizada como um corpo autônomo, em comunhão com a Igreja da Inglaterra. Outras denominações, como Batistas, Congregacionalistas e Metodistas, também estabeleceram uma presença significativa. No século XX, entre as igrejas cristãs existentes incluiam movimentos como a Casa de Oração e os Pentecostais. Apesar do crescimento inicial de algumas denominações, o período após a Segunda Guerra Mundial foi marcado por um declínio constante na frequência às igrejas, resultando no fechamento de muitas delas em diversas denominações.